# Activité du Special Air Service durant la guerre des Malouines
 (février 2010).
 (octobre 2012).
Si vous disposez d'ouvrages ou d'articles de référence ou si vous connaissez des sites web de qualité traitant du thème abordé ici, merci de compléter l'article en donnant les références utiles à sa vérifiabilité et en les liant à la section « Notes et références ».
Le Special Air Service (SAS) est intervenus avec d'autres forces spéciales britanniques dans la guerre des Malouines en 1982.

## Préambule
Le 2 avril 1982 dans l’Atlantique sud, les forces argentines envahissent les Îles Malouines, colonie britannique depuis 1833. Margaret Thatcher qui n’accepte pas cette atteinte à la souveraineté britannique, initie une campagne, par l'envoi d'un corps expéditionnaire, afin de récupérer ces îles situées à plus de 13 000 kilomètres de la Grande-Bretagne. Le général de brigade Peter de la Billière qui commande la brigade du Special Air Service est déterminé à ce que ses hommes prennent part à la campagne. Alors que la flotte progresse vers le Sud, les escadrons D et G du 22 SAS sont envoyés pour l’île de l'Ascension afin d'y rejoindre une autre force de reconnaissance.
Le lieutenant-colonel Hugh Michael Rose en est le responsable. C'est lui qui commandait, 2 ans plus tôt, l'équipe des SAS qui libéra les otages durant la prise d’otages de l’ambassade iranienne à Londres.

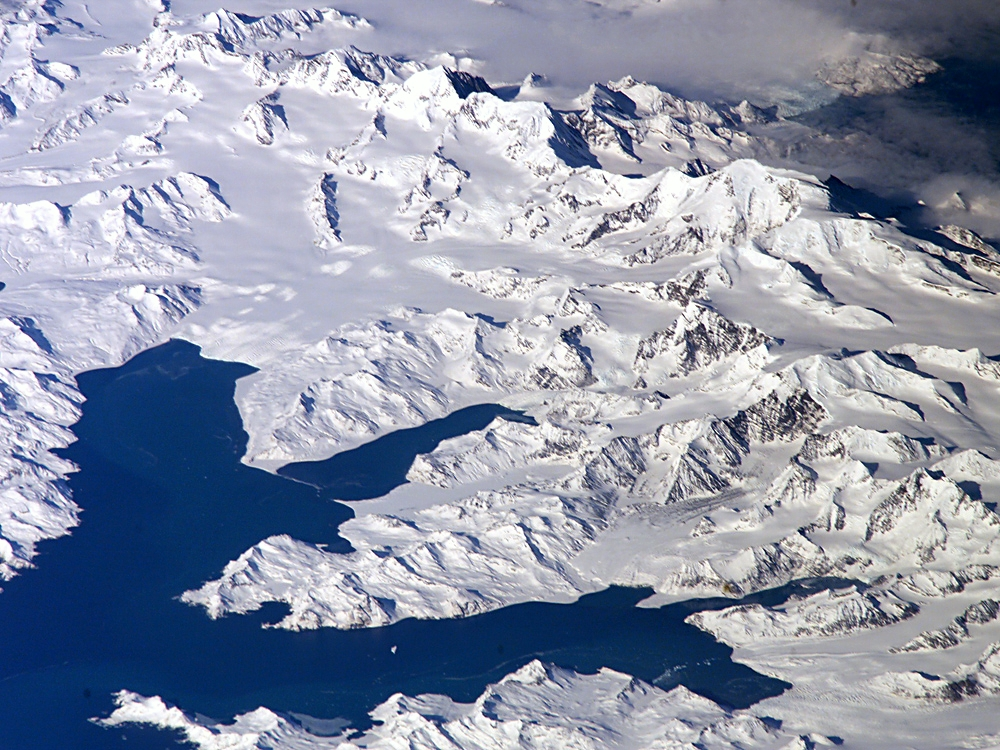
Zone centrale de la Géorgie du Sud: Baie de Cumberland; la Péninsule Thatcher, King Edward Point (Grytviken); la chaîne d'Allardyce avec le sommet du Mont Paget (Photo de la NASA).

## Opération Paraquet
La première mission des SAS, dans cette guerre, est l’opération Paraquet (déformation de Perroquet) surnommée par les soldats « Opération Paraquat » comme le désherbant.[réf. nécessaire]
Sa cible est une petite garnison argentine installée sur l’île de Géorgie du Sud située à 500 km des Malouines.
Cette mission considérée comme peu risquée est montée plus particulièrement pour remonter le moral de l’opinion britannique. L’opération nécessitera toutefois toutes les compétences de survie de l'escadron D du 22 SAS qui est à bord du destroyer HMS Antrim (en). Seize soldats des troupes de montagne (Mountain Troop) de l’escadron D sont héliportés sur le glacier Fortuna dans la région de Grytviken dans des conditions atmosphériques épouvantables qui se dégradent toujours plus.
Après quelques heures de présence sur le glacier, le capitaine John Hamilton demande par radio l'évacuation du commando en raison des conditions météorologiques désastreuses. Deux hélicoptères Wessex interviennent mais s’écrasent sur le glacier, car la visibilité est nulle. Par miracle, un seul homme est blessé.
Les 19 hommes sont finalement récupérés, en plein blizzard, dans un appareil qui ne peut en transporter que cinq. Le pilote, le capitaine de corvette Ian Stanley, sera décoré par la suite de la médaille du Distinguished Service Order (DSO) pour cet exploit.

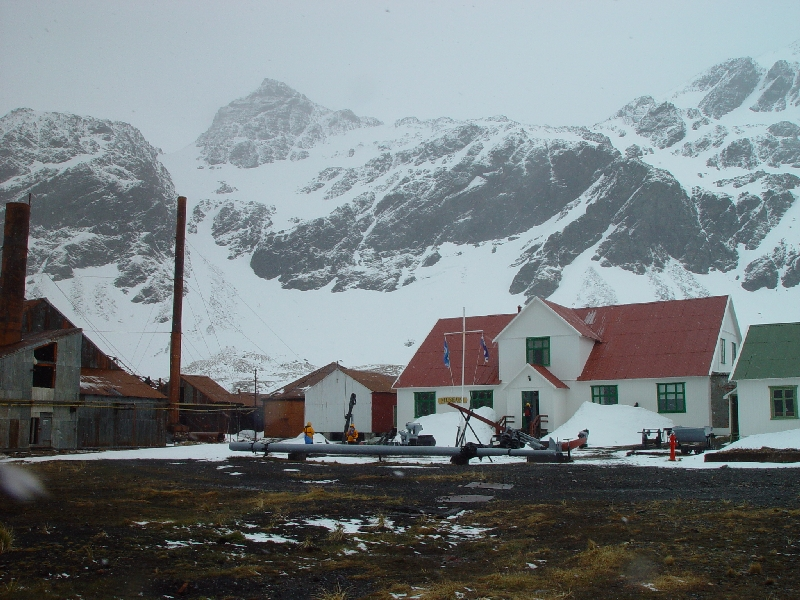
Vue de Grytviken, Géorgie du Sud.

C’est ensuite au tour de l’escadron maritime D de tenter l’aventure. Ses hommes sont également frappés par la tempête mais survivent.
Déposé par hélicoptère, l’escadron spécial des Royal Marines a plus de chance et parvient à surveiller l’ennemi.

## Reconnaissances
Puis l’escadron D rejoint les transports qui précèdent la flotte principale.
Pendant que l’escadron G se prépare à introduire des patrouilles de reconnaissance dans les Malouines, huit équipes de SAS et cinq de SBS y sont envoyées. Depuis leurs postes d’observation, elles collectent des informations vitales sur les défenses argentines. Tandis que l’essentiel de la flotte continue vers le sud à partir de l’île de l'Ascension, l’avant-garde se poste à 320 km des Malouines. Les deux navires et leurs escortes sont maintenant susceptibles d’être attaqués à tout moment par les airs ou par la mer. Les Britanniques proclament zone de combat un périmètre de 300 km autour des îles dans lequel tout navire ou avion argentin sera attaqué. Le 2 mai, le croiseur argentin Général Belgrano est torpillé par le sous-marin nucléaire d'attaque HMS Conqueror, plus de 300 Argentins perdent la vie.
Deux jours plus tard les forces aériennes argentines contre-attaquent.
Deux de ses cinq chasseurs bombardiers Dassault Super-Étendard décollent du continent. Ils sont armés de missiles antinavire Exocet français. Volant au ras des vagues, ils parviennent à moins de 50 kilomètres de la flotte britannique. Une fois leurs cibles acquises, ils tirent leurs missiles.
À plus de 1 000 km/h, l’un d’eux frappe le HMS Sheffield de plein fouet. Le destroyer britannique n’est bientôt plus qu’une épave fumante. S’il devait arriver la même chose aux porte-avions britanniques, la puissance aérienne nécessaire pour le débarquement serait anéantie. Même si les Argentins possèdent un nombre limité de missiles, ceux-ci représentent une menace considérable pour la flotte.

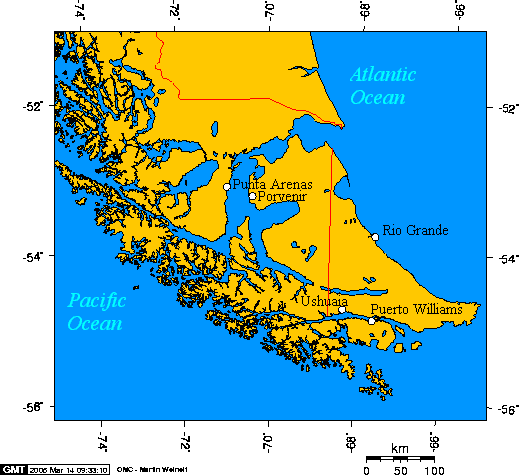
situation de Rio Grande et Punta Arenas

La base aérienne de Rio Grande en Terre de Feu dans la pointe sud de l’Argentine est bien au-delà de la zone de combat. Une action directe de la force armée risquerait d’incommoder les États-Unis, il faut donc attaquer furtivement. Les stratèges britanniques se tournent à nouveau vers le SAS. La proposition est simple et osée : débarquer soixante hommes sur la base du Rio Grande à l’aide de deux avions de transport Lockheed C-130 Hercules.
C’était la plus grosse opération que le SAS montait depuis la Seconde Guerre mondiale, qui était également une mission suicide. Lorsque le chef de l’escadron B, le commandant John Moss, en dénonce les faiblesses, il est immédiatement démis. La menace des missiles Exocet semble prévaloir sur toute prudence.
Beaucoup des membres de l’escadron B rédigent leur testament mais tous acceptent bientôt la mission. Sous un nouveau commandement, ils s’envolent pour l’île de l'Ascension. Après des exercices, l’escadron est prêt à embarquer dans les C-130 Hercules mais la mission est annulée au dernier moment par Londres.
Un autre plan propose l’introduction de patrouilles SAS par hélicoptère et par sous-marin, pour installer des postes d’observation autour de la base aérienne argentine, afin de prévenir la flotte quand des Super-Étendard décolleront.
Mais lors de l’une de ces missions, le pilote se trouve en difficulté. L’armée de l’air argentine repère l’hélicoptère Sea King du HMS Invincible sur son radar et allume des fusées pour éclairer la base. Les SAS décident d’abandonner la mission, pour ne pas être capturés ils volent jusqu'à Punta Arenas, au Chili, en territoire neutre, où ils abandonnent leur appareil. Ils incendient l’appareil et disparaissent dans la campagne, à l’exception de l’équipe de pilotage qui est capturée et chargée de répondre à la télévision chilienne :
« Lors d’une patrouille en mer, nous avons subi une panne moteur. Les mauvaises conditions météorologiques ne nous ont pas permis de revenir vers notre navire dans de telles conditions. Nous avons donc cherché refuge dans le pays neutre le plus proche ». Les trois membres d'équipage seront rapatriés par la suite.

## Actions commando

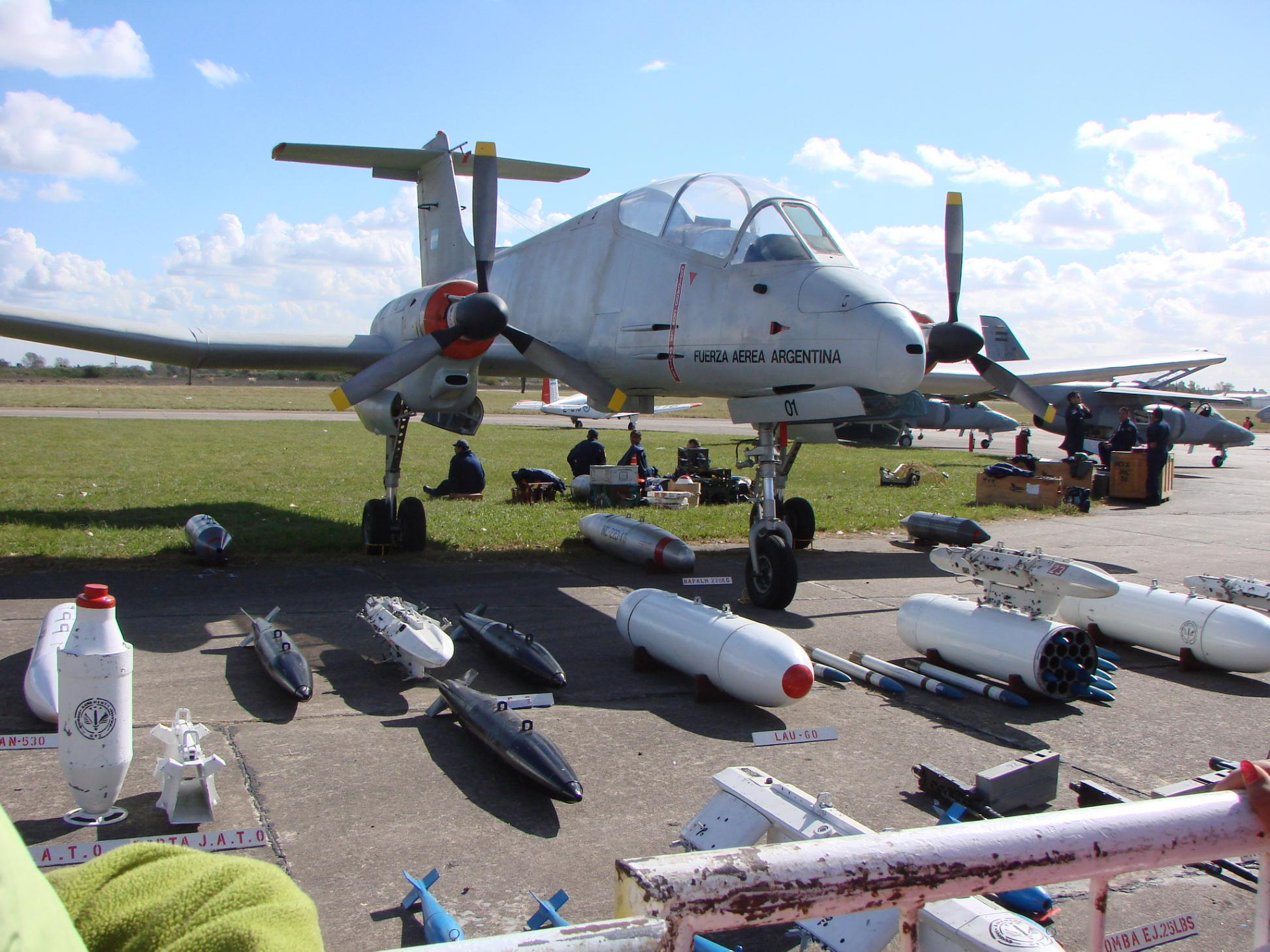
FMA IA-58 Pucará argentin et son armement

La menace des Exocet persiste, mais la situation évolue rapidement. En effet, la flotte britannique et les forces de débarquement se rapprochent. L’aviation argentine constitue toujours un réel danger, mais cette fois basée sur l’île de Pebble. Ce sont ses 60 avions d’attaque au sol Pucará qui représentent une menace immédiate.
Le raid SAS destiné à les anéantir deviendra une légende.
Avant de pouvoir débarquer leurs troupes pour reprendre les Malouines, les forces britanniques doivent neutraliser l’aviation argentine. En plus des 120 chasseurs basés sur le continent, les Britanniques doivent protéger le débarquement contre les avions Pucará qu’on sait basés sur les îles et armés de missile air-sol et de napalm. Encore une fois les stratèges britanniques en appellent aux SAS.
Pendant la nuit du 11 mai, une équipe de huit SAS se glisse en reconnaissance sur la base aérienne de l’île de Pebble à l’ouest des Malouines. Dans la plus pure tradition des SAS, ils se préparent à un échange de tirs quand ils accostent sur la plage. Après avoir dissimulé leurs canoës, ils quittent la plage et pénètrent dans l’île pour se cacher avant le lever du jour. Leur camouflage est mis à l’épreuve quand un hélicoptère survole leur position, sans les repérer. Deux hommes sont envoyés en reconnaissance approchée, afin qu’ils confirment qu’il y avait bien une cible avant d’envoyer, ultérieurement, un escadron à l’assaut.
Les deux hommes aperçoivent onze appareils répartis autour de la piste. Après la tombée de la nuit, ils se replient et envoient un message à l’escadron en alerte sur le HMS Hermes. Dans la nuit du 15 mai, 45 hommes de l’escadron B y sont héliportés. L’équipe d’observation du SAS leur fournit les dernières observations récoltées. Bardés de mortiers, de lance-grenades et de roquettes de 66 mm, ils parcourent ensuite à pied les sept kilomètres qui les séparent de l’aérodrome. L’escadron atteint l’aire de tir prévue à 19 h 30. Ce point sert de ralliement et de position de tir pour les mortiers. Pendant que les servants de mortier s’installent, les autres progressent pour pénétrer dans l’aéroport et causer le plus de dégâts pendant quinze minutes. Dirigés par le capitaine John Hamilton qui avait mené le raid de l’escadron D sur l’île de Géorgie du Sud, vingt hommes pénètrent sur le terrain. Cette mission ressemble beaucoup à celle menée par le premier SAS en Afrique du Nord, quarante ans plus tôt. Certains placent des explosifs sur les appareils, les autres les arrosent de balles. Au total, onze appareils argentins sont détruits, dont six redoutables Pucará. Le raid anéantit environ 25 % des appareils d’attaque au sol présents sur les îles en moins d’une demi-heure, sauvant potentiellement la vie de centaines de soldats britanniques. 1 seul membre du SAS est blessé. Après 45 min de tirs, l’escadron et l’équipe d’observation rembarque.
Mais cette victoire est rapidement suivie d’un drame alors que la flotte se prépare au débarquement.
Le 19 mai, un oiseau s’engouffre dans la turbine d’un hélicoptère Sea King transportant des soldats pour un transbordement de routine entre deux navires. Il s’écrase en mer. Dix hommes survivent, mais 20 soldats du SAS et de son unité de soutien, certains ayant participé au raid de l’île de Pebble, sont tués. C’est la plus lourde perte humaine accidentelle subie par le régiment depuis la Seconde Guerre mondiale.
Pendant ce temps, deux groupes de l’escadron B sont en route depuis l’île de l'Ascension. À l’origine leur mission consistait à atterrir en catastrophe sur l’aérodrome de Port Stanley. Au lieu de cela, ils sont parachutés en mer aux abords de la flotte pour remplacer les soldats disparus.
Le 21, les SAS qui ont reçu clandestinement six missiles sol-air à très courte portée FIM-92 Stinger abatte un Pucará avec cette arme dont c'est la première utilisation au combat. Le 30, un hélicoptère transportant des forces spéciales de la gendarmerie nationale argentine est abattu par un Stinger durant l'assaut sur Mount Kent, 6 gendarmes sont tués et 8 blessés.
Le 26, la nuit précédant le débarquement de la flotte, les SAS attaquent la garnison argentine de Goose Green. Ils simulent l’assaut d’un bataillon entier à l’aide de mortiers, de mitrailleuses et de missiles antichar, afin de fourvoyer les 1 200 soldats argentins.
Plusieurs jours plus tard la végétation fume encore. Grâce à son subterfuge, l’essentiel de la force britannique débarque dans la baie de San Carlos sans grande opposition de la part des forces terrestres argentines. Mais l’aviation argentine contre-attaque par d’audacieuses attaques au ras des vagues qui détruisent plusieurs bâtiments britanniques dont un important transport d’hélicoptères. En conséquence, au lieu d’être aéroportés, les Britanniques doivent marcher sur plus de 80 km pour affronter le gros des forces argentines près de Port Stanley. En avant-garde permanente, les SAS continuent leurs reconnaissances agressives. Le 27 mai, une patrouille SAS découvre que le mont Kent n’est que très légèrement défendu par les soldats argentins. Le lieutenant-colonel Rose envoie immédiatement l’escadron D s’emparer de cette colline surplombant Port Stanley. Les soldats armés jusqu’aux dents prennent la position et la tiennent pendant trois jours. Ils repoussent les attaques répétées jusqu'à l’arrivée en renfort du 42e Commando. Tandis que les forces britanniques se préparent à l’assaut final pour reconquérir les Malouines, les armes de l’artillerie royale pilonnent les positions argentines autour de Stanley. Des équipes SAS de quatre hommes sont en permanence en opération. Balayant des positions ennemies, effectuant des reconnaissances furtives et guidant l’artillerie.

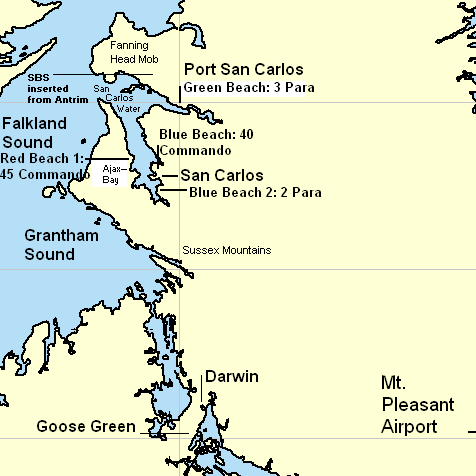
Plan du débarquement de San Carlos

Le 5 juin l’une de ces patrouilles se déploie à Fox Bay à l’ouest des Malouines sous les ordres du capitaine John Hamilton qui s’est déjà distingué sur les îles de Géorgie du Sud et de Pebble. Cinq jours plus tard Hamilton et ses observateurs sont encerclés par une patrouille ennemie alors qu’ils installent un poste de surveillance avancé. Hamilton est mortellement blessé, mais engage l’ennemi sous un tir nourri et ordonne à ses compagnons de fuir. Hamilton, qui n’était dans le régiment que depuis six mois, reçoit la Croix Militaire à titre posthume.
La nuit du 13 juin, alors que la bataille pour la colline surplombant Stanley fait rage, le Special Air Service joint ses forces à celle du Special Boat Service. Le groupe d’assaut déploie quatre embarcations rapides de commando. Leur mission a pour but de laisser croire à une importante attaque amphibie sur la capitale, tandis que le véritable assaut terrestre viendra d’une autre direction. Le commando passe apparemment inaperçu lorsqu’il traverse les eaux de l'Hoden. Ils dépassent en chemin un navire-hôpital qui mouille. Quand ils accostent, des fusées illuminent le ciel et ils sont pris sous des tirs nourris provenant de positions à terre.
Le navire-hôpital, en infraction avec son statut, utilise ses projecteurs pour les éclairer. Sous un feu nourri, les commandos battent rapidement en retraite. Le navire hôpital est alors attaqué par les mitrailleuses argentines. Malgré l’incendie des quatre embarcations, trois hommes seulement seront blessés.
Pendant ce temps, dans les îles surplombant Stanley, les postes d’observation et de contrôles aériens camouflés du SAS orientent à l’aide d’un désignateur laser les bombes téléguidées des Harrier sur les cibles désignées. Les hommes du SAS guident aussi des tirs d’artillerie dévastateurs contre les troupes argentines dans les collines.
Le lundi 14 juin, le lieutenant-colonel Michael Rose, commandant en chef du 22e SAS, apprend que le commandant argentin de Port Stanley est prêt à négocier les termes de sa reddition.
En début d’après-midi, il s’envole avec deux de ses hommes à Stanley. Plus tard, dans la soirée, les Argentins capitulent officiellement.
Les îles Malouines sont à nouveau sous contrôle britannique.

## Sources et références
1. ↑  « San Carlos Air Battles - Falklands War 1982 », naval-history.net
2. ↑  « Argentine Puma shot down by american "Stinger" missile. — MercoPress », MercoPress

- Commandos des SAS – La guerre des Malouines